# Elisava
Elisava Facultad de Diseño e Ingeniería es un centro docente de diseño e ingeniería de la Universidad de Vic. Fundada en 1961 en Barcelona, es la primera escuela de diseño de España. Su campus está en La Rambla de Barcelona, donde conviven alrededor de 2.200 estudiantes y más de 800 profesores. 
La Escuela estuvo adscrita a la Universidad Pompeu Fabra entre los años 1995 y 2021. 
En el año 2000, Elisava fue galardonada con un Premio Nacional de Innovación y Diseño. Desde el año 2013 se encuentra entre las 100 mejores escuelas de diseño y arquitectura de Europa según la revista Domus.

## Historia

### Orígenes
Fundada en 1961 en Barcelona, nació con la voluntad de crear un nuevo espacio para la enseñanza en diseño. Fue creada en el marco de la Fundación Institución Cultural del CIC gracias a la coincidencia de ideales y aspiraciones de todo un conjunto de promotores culturales, de arquitectos y de diseñadores interesados en desarrollar la cultura del diseño y su práctica como una actividad moderna y necesaria. Unos inicios donde, de manera progresiva, Elisava se fue definiendo como una escuela orientada claramente a la cultura del proyecto y basó la enseñanza en la capacitación teórico-práctica para el planteamiento y resolución de problemas de diseño, en lugar de en la repetición de problemas ya resueltos (enseñanza artesanal). Como continuación lógica a los estudios de diseño, en 1997 incorporó los estudios de Ingeniería Técnica en Diseño Industrial, y en 1998 los de arquitectura técnica.

### 1991, másteres y postgrados
En 1990 se iniciaron los talleres de postgrado con la presencia de diseñadores destacables como Francesco Binfarré, Achile Castiglioni, Isao Hosoe, Santiago Miranda, Jonathan de Pas, Denis Santachiara, etc. Los resultados de estos talleres impulsaron nuevas actividades en esta línea. Los talleres de postgrado se desarrollaron hasta convertirse en cursos de postgrado y másteres el curso académico 1991/1992 dentro del marco del convenio de colaboración firmado con la Universidad de Barcelona. Como consecuencia de la adscripción a la Universidad Pompeu Fabra, actualmente Elisava realiza conjuntamente con el IDEC (Instituto de Educación Continua) una veintena de másteres y una cuarentena de programas de posgrado relacionados con la práctica profesional de cualquier ámbito del diseño y de la ingeniería.

### 2003, Fundación Privada Elisava Escuela Universitaria
Con la voluntad de potenciar la escuela y darle más autonomía, en 2003 se constituyó por iniciativa de la Fundación Cultural del CIC la Fundación Privada Elisava Escuela Universitaria. Sus objetivos fundacionales son varios: promover la educación, el conocimiento, la investigación, el desarrollo, la innovación y el uso de las nuevas tecnologías en los ámbitos científicos, técnicos, empresariales y artísticos; impulsar y consolidar el nivel de calidad de los estudios y los servicios; potenciar la oferta de formación continua y la inserción profesional de los estudiantes; adecuar la oferta de estudios y servicios a las necesidades de una sociedad y de un tejido empresarial cambiantes; conseguir proyección y relevancia internacional; contribuir al progreso social, cultural y económico de la sociedad, fomentar el desarrollo personal de los miembros de la comunidad Elisava.

### 2009, plena incorporación al nuevo marco universitario europeo
En 2009 el proyecto educativo de Elisava quedó plenamente integrado dentro del Espacio Europeo de Educación Superior ofreciendo por primera vez el Grado en Diseño, el Grado en Ingeniería en Diseño Industrial y el Grado en Ingeniería de Edificación. Como paso previo y desde 2008 ya estaba ofreciendo el Máster Universitario en Comunicación y Diseño.

### Sedes históricas
Si bien la sede actual de Elisava está en La Rambla, anteriormente ha tenido varios emplazamientos, siempre en Barcelona. El edificio de la calle L'Avenir 45, el de Vía Augusta 205 (sede del Centro cultural del CIC), el de la calle Vallmajor 11, el de la plaza de la Mercè 11-13. Estos sucesivos cambios han sido provocados por el crecimiento constante en número de alumnos y profesores. El actual campus de La Rambla cuenta con 10.500 m² de instalaciones con una serie de espacios equipados para el desarrollo de la actividad docente, tanto de carácter teórico como de tipo taller y laboratorio.

## Áreas de conocimiento
Elisava ofrece programas educativos de:
- Diseño gráfico y comunicación
- Diseño de interacción
- Diseño de producto
- Ingeniería en Diseño Industrial
- Diseño de Espacio Interior
- Arquitectura
- Moda
- Estrategia en diseño

## Red de relaciones internacionales
Elisava tiene establecidos convenios con más de 60 centros universitarios de Europa, Estados Unidos, América Latina, Asia y Australia. Forma parte de la red Cumulus, que agrupa a más de 300 instituciones de renombre de todo el mundo, con el fin de promover la cooperación internacional. También es miembro de la International Association for Exchange of Students for Technical Experience (IAESTE). Colabora con el Council on International Educational Exchange, una organización no lucrativa designada por el Departamento de Estado norteamericano que tiene la finalidad de gestionar los programas internacionales de intercambio de estudiantes. También participa en el programa LifelongLearning / Erasmus, promovido por la Unión Europea con la vocación de acercar a los estudiantes a Europa y Europa a los estudiantes.

## Innovación y empresa

### Relaciones con empresas
Elisava es un centro universitario interesado en generar y transferir conocimiento al sector de los negocios, interesado en establecer una conexión directa con el mundo empresarial y generar situaciones reales de aprendizaje a los estudiantes. Hasta ahora ha desarrollado proyectos y convenios con empresas o instituciones como 3M, Adobe Systems Incorporated, Apple, BMW, Decathlon, Desigual, Dupont, Ericsson, Fabrica (Benetton), Generalidad de Cataluña, Grupo Agbar, Henkel, Hewlett-Packard, Hospital Clínico y Provincial de Barcelona, Iguzzini, Ikea, LABCO, ICFO, La Caixa, Lego, Mango, Philips, Roca Sanitarios, Sony, Vueling Airlines, Fundació Vila Casas, Happy Pills o Smart Design.

### Investigación aplicada
Elisava realiza proyectos de investigación aplicada en diseño e ingeniería al servicio de la innovación en las empresas. La investigación se estructura en tres grandes líneas: innovación social, innovación en nuevos materiales y nuevas tecnologías de fabricación, innovación en la empresa. Desarrolla proyectos en el ámbito de comunicación visual, diseño e ingeniería de producto, movilidad y transportes, espacio-retail, nuevos materiales, sostenibilidad o ámbito salud. Ha trabajado con la Fundación Pasqual Maragall, ASCER, ALSTOM/ FGC, Rucker-Lypsa, Bayer Material Science o Fabrica.

## Revista Temas de Diseño
Desde 1986, Elisava edita la revista Elisava Temas de Diseño, una publicación trilingüe, científica y de investigación y debate en torno al diseño y su vinculación con la tecnología, la comunicación, la cultura y la economía. https://web.archive.org/web/20131023025710/http://tdd.elisava.net/

## Elisava Alumni
La Asociación de Antiguos Alumnos de Elisava nace el año 2003 bajo el nombre de Elisava Professionals (EP), una entidad sin ánimo de lucro, fruto del compromiso y el esfuerzo de un grupo de estudiantes y antiguos alumnos con la voluntad de difundir y promover la identidad y los valores de las personas que forman la comunidad Elisava.
En el año 2012, la asociación comienza una nueva etapa con el nombre de Elisava Alumni y organiza un concurso para diseñar la nueva imagen corporativa. La propuesta ganadora, diseñada por el exalumno de la escuela Albert Ibanyez, fue galardonada con tres premios Laus, organizados por el Fomento de las Artes y el Diseño, en las categorías de Diseño Gráfico - Naming (plata), Entidades (plata) y Diseño Gráfico - Logotipo (bronce).
La imagen corporativa de Elisava Alumni está basada en el Estandarte de San Odón del siglo XII, donde aparece una de las primeras firmas femeninas catalanas: «Elisava me fecit» (Elisava me ha hecho).

## Actividades
Elisava promueve y difunde el conocimiento vinculado al diseño y la ingeniería a través de un programa de actividades abundante. A partir del año 1991, colabora en la organización y acoge diversas actividades de la Primavera del Diseño, un evento con carácter bienal de reflexión teórica en torno a los diferentes interrogantes que plantea el mundo del diseño.
Elisava ha sido sede de varios congresos relacionados con las diferentes áreas de conocimiento que abarca la escuela. En el año 2012 acogió la European EPIC (Ethnographic Praxis in Industry Conference) sobre investigación etnográfica en la industria. En 2013 alojó la primera edición de la jornada de talleres y conferencias sobre tipografía Entretipos, el congreso internacional sobre diseño web WebVisions y la cuarta edición del seminario sobre métodos generativos en arquitectura y diseño Algomad.
A lo largo de su historia, Elisava ha contado con conferenciantes y profesionales de reconocido prestigio como Zaha Hadid, Philippe Starck, Andrea Branzi, Javier Mariscal o Ronan Bouroullec.